# Skalice nad Svitavou
Skalice nad Svitavou település Csehországban, a Blanskói járásban. Skalice nad Svitavou Sebranice, Svitávka, Chrudichromy, Boskovice, Lhota Rapotina és Jabloňany településekkel határos. Lakosainak száma 657 fő (2024. január 1.).

## Népesség
A település lakosságának változását az alábbi diagram mutatja:
| Lakosok száma | 257  | 361  | 413  | 546  | 581  | 612  | 622  | 612  | 606  | 657  |
|               | 1869 | 1900 | 1921 | 1961 | 1980 | 2011 | 2016 | 2019 | 2021 | 2024 |